# Brigitte Zarfl
Brigitte Zarfl (ur. 11 sierpnia 1962 w Krems an der Donau) – austriacka urzędniczka państwowa, w latach 2019–2020 minister pracy, spraw społecznych, zdrowia i konsumentów.

## Życiorys
Ukończyła studia z zakresu nauk przyrodniczych, doktoryzowała się w 1996 na Uniwersytecie Wiedeńskim na podstawie pracy poświęconej badaniom żywieniowym. Pracowała jako badaczka i nauczyciel akademicki. W 1997 została urzędniczką w federalnym resorcie zdrowia, była specjalistką w gabinecie ministra. Później zajmowała się unijną polityką społeczną, reprezentowała Austrię w Komitecie Ochrony Socjalnej (SPC). Obejmowała stopniowo wyższe stanowiska urzędnicze, w 2015 mianowana szefem sekcji w ministerstwie zajmującym się sprawami społecznymi.
W czerwcu 2019 została powołana na urząd ministra pracy, spraw społecznych, zdrowia i konsumentów w technicznym rządzie Brigitte Bierlein. Stanowisko to zajmowała do stycznia 2020.